# Arthur Winfree
Pour les articles homonymes, voir Winfree.
Arthur Taylor Winfree (15 mai 1942 – 5 novembre 2002) est un biologiste théoricien américain, professeur à l'Université de l'Arizona.

## Biographie
Il est né à St. Petersburg, en Floride, aux États-Unis.
Winfree est connu pour ses travaux sur la modélisation mathématique des phénomènes biologiques (voir Complexité et Singularité (en)) : de l'arythmie cardiaque et des rythmes circadiens à l'auto-organisation des colonies de moisissures visqueuses et à la réaction de Belousov-Zhabotinsky.

## Formation et carrière
Il obtient en 1965 son  Bachelor of Engineering Physics, à l'université Cornell. En 1970 il obtient son doctorat en biologie, de l'université de Princeton.
De 1969 à 1972 il est professeur adjoint à l'université de Chicago. De 1972 à 1979 il est associate professor de sciences biologiques à l'université Purdue. De 1979 à 1986 il y est professeur. De 1986 à 2002 il devient Professeur d'écologie et biologie de l'évolution, à l'université de l'Arizona. De 1989 à 2002 il y est Regents Professor.

## Vie privée
Il est le père d'Erik Winfree (en), un autre MacArthur Fellow et professeur au California Institute of Technology, et de Rachael Winfree, professeure au Département d'écologie, d'évolution et de ressources naturelles de l'université Rutgers.

## Prix et distinctions
Winfree est MacArthur Fellow de 1984 à 1989, il reçoit le prix Einthoven, décerné par la Netherlands Royal Academy of Science, l'InterUniversity Cardiology Institute et la Einthoven Foundation, pour ses travaux sur la fibrillation ventriculaire 
il partage le Prix Norbert-Wiener pour les mathématiques appliquées 2000 « en reconnaissance de son impact profond sur le domaine des rythmes biologiques, également connu sous le nom d'oscillateurs non linéaires couplés » avec Alexandre Chorin.
Autres distinctions :
- 1961: Westinghouse Science Talent Search Finalist
- 1982: John Simon Guggenheim Memorial Fellowship
- 2001: Aisenstadt Chair Lecturer (Centre de Recherche Mathématiques, Université de Montréal).

Le prix Arthur T. Winfree est créé par la Society for Mathematical Biology (en) en son honneur.

## Publications
- Arthur T. Winfree, The Geometry of Biological Time, Springer-Verlag, 2001 (ISBN 0-387-98992-7) (Second edition, first edition published 1980)[6].
- Arthur T. Winfree, When Time Breaks Down: The Three-Dimensional Dynamics of Electrochemical Waves and Cardiac Arrhythmias, Princeton University Press, 1987 (ISBN 0-691-02402-2)
- Arthur T. Winfree, Timing of Biological Clocks, Scientific American Library, No 19, 1987 (ISBN 0-7167-5018-X, lire en ligne )
- Editorial, Arthur T. Winfree (1942–2002), Journal of Theoretical Biology (en), No 230, 2004, 433–439 p.